# Gaby Steiger
Gaby (Gabriella) Steiger (* 6. Oktober 1921 in Zürich; † 5. Juni 2009 in Weesen) war eine der ersten Extrembergsteigerinnen der Schweiz.

## Leben
Gaby Steiger wuchs als Tochter der Textilindustriellen-Familie Huber in Walenstadt auf. Mit ihrem späteren Ehemann, dem Bergführer und Extrembergsteiger Geny Steiger, begann sie in den heimischen Churfirsten mit Klettern. 
Dem Ehepaar gelangen schwere Routen in den Alpen und mehrere Erstbegehungen, u. a. die nach ihnen benannte Steiger-Route an der Punta Albigna im Bergell und der klassische Südpfeiler des Selun-Ostgipfels.
1965 nahm Gaby Steiger an der unter dem Patronat der Schweizerischen Stiftung für Alpine Forschung stehenden Expedition in die Cordillera Blanca teil und verfasste darüber ein Buch. Mit einer Kurzgeschichte gewann sie einen Preis in einem literarischen Wettbewerb des Schweizer Alpen-Clubs 1974.
Durch einen ärztlichen Kunstfehler bei einer Rückenoperation blieb Gaby Steiger ab ca. 1980 auf einen Rollstuhl angewiesen, interessierte sich jedoch weiterhin für die Entwicklung des Bergsteigens und die Alpine Literatur.

## Erstbegehungen (Auswahl. Alle mit Geny Steiger)
- 16. Oktober 1954: Rosskirche Nordroute.
- 25. Juni 1955: Frümsel Ostwand.
- 5. November 1955: Selun Ostgipfel, Südpfeiler.
- 29. August 1962: Selun Hauptgipfel Südkante.
- 19. September 1963: Frümsel Südwestwand.
- 9. Oktober 1965: Chäserrugg Südwand/Südverschneidung.
- 1962: Punta Albigna, Steiger-Route.